# 華盛頓岬級車輛運輸艦
華盛頓岬級車輛運輸艦是一款服役於美國海軍的車輛運輸艦。華盛頓岬級由格丁尼亞造船廠所建造，於1982年建成後服務於巴拿馬的葛瑞絲海洋公司(英語：Grace Marine Company)。而美國海事局於1993年收購該級，並在經過近1年的軍事化改裝後分配到美國軍事海運司令部轄下。由於華盛頓岬級最初設計的7層車輛甲板過於脆弱，並不能停放輪式及履帶裝甲載具，因此美軍又於1999年對該級進行甲板強化設計，將原有的7層拆除，並改為3層加強過的車輛甲板，同時增加了156,000平方英尺的貨物載運空間。服役後的華盛頓岬級主要負責將物資運送至歐洲，再由空運或陸運將物資運送至位於阿富汗和伊拉克的駐外美軍。而華盛頓岬級在沒有任務時則維持在ROS-5狀態。

## 同級艦
| 艦名       | 舷號       | 造船廠         | 下水       | 服役（民用） | 服役（軍用） | 退役 | 結局      |
| ---------- | ---------- | -------------- | ---------- | ------------ | ------------ | ---- | --------- |
| 華盛頓岬號 | T-AKR-9961 | 格丁尼亞造船廠 | 1981-04-03 | 1982         | 1993-04-07   | 尚未 | 處於ROS-5 |
| 憤怒岬號   | T-AKR-9962 | 格丁尼亞造船廠 | 1980-12-06 | 1982         | 1993-04-07   | 尚未 | 處於ROS-5 |

## 補充
1. ↑  根據海軍歸類，也能稱之為W-岬級（Cape W Class）
2. ↑  能夠在5天以內重啟
3. ↑  該級的艦名皆是W-字為開頭
4. ↑  Wrath